# Artem Rubanko
Artem Borysowycz Rubanko, ukr. Артем Борисович Рубанко (ur. 21 marca 1974 w Kijowie) – ukraiński lekkoatleta specjalizujący się w rzucie młotem, trzykrotny olimpijczyk: Uczestnik igrzysk olimpijskich w Atenach (2004), Pekinie (2008) i Londynie (2012).

## Życiorys

### Mistrzostwa świata
Na mistrzostwach świata w 2009 roku rzucił na odległość 69.81 m, co dało mu 29. pozycję. 

### Igrzyska olimpijskie
Na swoje pierwsze igrzyska pojechał w 2004 roku, mając 30 lat. W Atenach zajął 19. miejsce, najdalej miotając młotem na 75,08 m. 
W Pekinie w 2008 roku zajął 15. miejsce, rzucając na 74,47.
Uczestniczył również na igrzyskach olimpijskich w Londynie, jednak nie osiągnął żadnej odległości w kwalifikacjach i nie wszedł do finału. 